# Liste der Bischöfe von Amiens
Die folgenden Personen waren Bischöfe von Amiens (Frankreich):
- um 300: Firmin d. Ä., genannt der Märtyrer
- um 325: Heiliger Eulogius
- 4. Jh.: Firmin d. J., genannt der Bekenner
- 5. Jh.: Leodardus
- um 450: Audoenus
- um 484: Edibius
- um 524: Beatus
- um 554: Heiliger Honorius
- um 600: Heiliger Sauve
- um 615: Heiliger Berchond
- um 644: Bertefridus
- um 670: Thodefridus
- 7. Jh.: Deodatus
- 7. Jh.: Dado
- um 692: Ursinianus
- um 721: Dominicus
- um 723: Christianus
- um 740: Raimbertus
- um 767: Vitultus
- um 777: Georg von Ostia[1]
- um 800: Jessé
- um 831: Ragenarius oder Reynardus
- um 849: Hilmeradus
- um 872: Geroldus
- um 892: Otgarius
- um 929: Deroldus
- ab 947: Theobaldus (erste Amtszeit, exkommuniziert 948 durch ein Konzil des Papstlegaten Marinus von Bomarzo in Trier, vertrieben 949)
- um 949: Ragembaldus
- ab 972: Theobaldus (zweite Amtszeit, exkommuniziert und abgesetzt auf Betreiben des Erzbischofs Adalbero von Reims im September 975 durch eine Reimser Provinzialsynode)
- um 975: Almannus
- um 980: Gotesmannus
- 992/995: Foulques de Valois (Erstes Haus Valois)
- 1032/vor 1036: Foulques de Valois, 2. Mal
- 1057–nach 1077: Foulques de Valois, † nach 1077, Neffe seines Namensvetters, erbt die Grafschaft Amiens für das Bistum (Erstes Haus Valois)
- 1058/1074: Gui de Ponthieu (Haus Ponthieu)
- 1078–1079: Raoul
- um 1081–1085: Roric
- 1091–1103: Gervin
- 1104–1115: Heiliger Gottfried I.
- um 1115–1127: Enguerrand de Boves
- 1127–1144: Guérin de Chastillon-Saint-Pol
- 1144–1164: Dietrich
- um 1164–1169: Robert I.
- 1169–1204: Thibaud III. d’Heilly
- um 1204–1210: Richard de Gerberoy
- um 1211–1222: Evrard de Fouilloy
- um 1222–1236: Geoffroy II. d’Eu
- 1236–1247: Arnold
- 1247–1257: Gérard de Conchy
- 1258–1259: Aleaume de Neuilly
- 1259–1278: Bernard I. d’Abbeville
- 1278–1308: Guillaume de Mâcon
- 1308–1321: Robert II. de Fouilloy
- 1321–1325: Simon de Goucans
- 1325–1373: Jean I. de Cherchemont
- um 1373: Jean Kardinal de La Grange
- 1375–1388: Jean III. Rolland
- 1389–1410: Jean IV. de Boissy
- 1411–1413: Bernard II. de Chevenon
- 1413–1418: Philibert de Saulx
- 1418–1433: Jean V. d’Harcourt (auch Erzbischof von Reims)
- 1433–1436: Jean VI. le Jeune
- 1436–1437: François I. Condelmerio
- 1437–1456: Jean VII. Avantage
- 1457–1473: Ferry de Beauvoir
- 1473–1476: Jean VIII. de Gaucourt
- 1476–1478: Louis de Gaucourt
- 1482–1500: Pierre I. Versé
- 1501–1503: Philipp von Kleve
- 1503–1538: François II. de Hallvyn
- 1538–1540: Charles Kardinal Hémard de Denonville
- 1540–1546: Claude Kardinal de Longwy de Givry (Haus Chaussin)
- 1546–1552: François III. de Pisseleu
- 1552–1562: Nicolas de Pellevé (dann Erzbischof von Sens und Kardinal, später Erzbischof von Reims)
- 1564–1574: Antoine Kardinal de Créquy
- 1574–1577: Sedisvakanz
- 1577–1617: Geoffroy III. de La Marthonie
- 1618–1652: François IV. Lefèvre de Caumartin
- 1653–1687: François V. Faure
- 1687–1706: Henri Feydeau de Brou
- 1706/07-1733: Pierre II. Sabatier
- 1734–1774: Louis-François-Gabriel d’Orléans de La Motte
- 1774–1791: Louis-Charles de Machault
- 1791–1801: Eléonore-Marie Desbois
- 1802–1804: Jean-Chrysostome de Villaret
- 1804–1817: Jean-François de Mandolx
- 1817–1822: Marc-Marie de Bombelles
- 1822–1837: Jean-Pierre de Gallien de Chabons
- 1837–1849: Jean-Marie Mioland (dann Erzbischof von Toulouse)
- 1849–1856: Louis-Antoine de Salinis (dann Erzbischof von Auch)
- 1856–1873: Jacques-Antoine-Claude-Marie Boudine
- 1873–1879: Louis-Désiré-César Bataille
- 1879–1883: Aimé-Victor-François Guilbert (dann Erzbischof von Bordeaux und Kardinal)
- 1883–1883: Pierre Henri Lamazou
- 1883–1892: Jean-Baptiste-Marie-Simon Jacquenet
- 1892–1896: René-François Renou (dann Erzbischof von Tours, später Titularerzbischof von Apamea in Syria)
- 1896–1915: Jean-Marie-Léon Dizien
- 1915–1920: Pierre-Florent-André du Bois de la Villerabel (dann Erzbischof von Rouen, später Titularerzbischof von Melitene)
- 1921–1934: Charles-Albert-Joseph Lecomte
- 1935–1945: Lucien-Louis-Claude Martin
- 1947–1950: Albert Droulers
- 1951–1962: René-Louis-Marie Stourm (dann Erzbischof von Sens)
- 1963–1985: Géry Leuliet
- 1985–1987: François Bussini
- 1987–2003: Jacques Noyer
- 2003–2013: Jean-Luc Maurice Louis Bouilleret (dann Erzbischof von Besançon)
- 2014–2020: Olivier Leborgne (dann Bischof von Arras)
- seit 2021: Gérard le Stang